# Posprzątane (Teatr Telewizji)
Posprzątane – spektakl Teatru Telewizji w reżyserii Agnieszki Lipiec-Wróblewskiej, będący inscenizacją sztuki Sary Ruhl pod tym samym tytułem. Premiera miała miejsce 21 listopada 2016 roku. Otrzymał pięć nagród na festiwalu Dwa Teatry 2017, w tym Grand Prix.  

## Obsada
- Agata Kulesza jako Lane
- Dominika Kluźniak jako Mathilde
- Aleksandra Konieczna jako Virginia
- Wiktoria Gorodeckaja jako Ana
- Piotr Adamczyk jako Charles

## Nagrody
W 2017 spektakl otrzymał Grand Prix Festiwalu Teatru Polskiego Radia i Teatru Telewizji Polskiej "Dwa Teatry" w Sopocie. Za laureatki tej nagrody uznano reżyserkę oraz czwórkę aktorek grających główne role. Ponadto nagrody indywidualne otrzymali na tym samym festiwalu:
- Piotr Adamczyk za najlepszą rolę męską w spektaklu telewizyjnym
- Jan Holoubek za najlepsze zdjęcia
- Beata Barciś za najlepszy montaż
- Agnieszka Zawadowska i Krzysztof Benedek za najlepszą scenografię[1].